# Swordfish (película)
Swordfish (Operación Swordfish en España y Swordfish: Acceso autorizado en Hispanoamérica) es una película de acción. Dirigida por Dominic Sena y protagonizada por John Travolta, Hugh Jackman, Halle Berry y Don Cheadle. Estrenada el 8 de junio de 2001 en los Estados Unidos.

## Argumento
Stanley Jobson es un ciberhacker que se hizo famoso por infectar el programa Carnivore del FBI con un virus informático. La libertad condicional de Stanley le prohíbe acceder a Internet y a ordenadores, mientras que su exesposa Melissa, una alcohólica y estrella porno a tiempo parcial, ha emitido una orden de restricción en su contra. Esto también le impide ver a su única hija, Holly.
Ginger Knowles convence a Stanley para que trabaje para Gabriel Shear, quien lo amenaza con violar un servidor seguro del Departamento de Defensa. Después del hack, Gabriel ofrece a Stanley 10 millones de dólares para programar un gusano de múltiples cabezas, una "hidra", para desviar 9.500 millones de dólares de fondos para sobornos del gobierno. Stanley comienza a trabajar en el gusano y se entera de que Gabriel lidera Black Cell, una organización secreta creada por J. Edgar Hoover para lanzar ataques de represalia contra los terroristas que amenazan a los Estados Unidos. También descubre en privado que Ginger es una agente de la DEA que trabaja encubierto y se sorprende aún más al descubrir un cadáver que se parece a Gabriel. 
Después de llevar a Holly a casa desde la escuela, Stanley descubre que lo está siguiendo el agente del FBI J.T. Roberts, quien lo había arrestado previamente. Roberts, aunque sigue de cerca a Stanley, está más interesado en Gabriel, ya que no aparece en ninguna base de datos del gobierno, y después de enterarse de que los hombres de Gabriel habían matado a otro hacker, Axl Torvalds, advierte a Stanley que tenga cuidado. Stanley opta por codificar en secreto una puerta trasera en su hidra que revierte la transferencia de dinero después de un breve período. Mientras tanto, el senador estadounidense Jim Reisman, que supervisa Black Cell, se entera de que el FBI ha comenzado a rastrear a Gabriel y le ordena que se retire. Gabriel se niega y derrota por poco a un equipo de ataque enviado contra él por Reisman. En represalia, Gabriel mata personalmente a Reisman en venganza y continúa con su plan.
Stanley le entrega la hidra a Gabriel y se va a ver a Holly, solo para descubrir que Gabriel la secuestró y lo incriminó por el asesinato de Melissa junto con su esposo y productor porno. Stanley no tiene más remedio que participar en un atraco a un banco para recuperar a Holly. En el lugar del atraco, Gabriel y sus hombres asaltan una sucursal y toman a sus empleados y clientes como rehenes, colocando a cada uno de ellos explosivos con cojinetes de bolas similares a las minas Claymore. Cuando la policía y el FBI rodean la sucursal, Gabriel lleva a Stanley a una cafetería cercana al otro lado de la calle para reunirse con Roberts, pero Gabriel pasa el tiempo discutiendo la película Tarde de perros y la naturaleza de la mala dirección. Una vez de regreso en el banco, Gabriel hace que uno de sus hombres escolte a un rehén para demostrar la situación en la que un francotirador mata al hombre. Mientras otros agentes sacan al rehén del banco, la bomba detona y devasta gran parte de la calle, una escena que se muestra in medias res.
Gabriel le indica a Stanley que lance la hidra y le entrega a Holly una vez que haya terminado. Sin embargo, la puerta trasera se activa antes de que puedan salir del banco, lo que lleva a que Stanley sea recapturado mientras Holly es rescatada. Gabriel amenaza con matar a Ginger, de quien sabe que es un agente de la DEA, a menos que Stanley vuelva a desviar el dinero a un banco de Montecarlo. Aunque Stanley obedece, Gabriel le dispara a Ginger. Gabriel y sus hombres cargan a los rehenes en un autobús y exigen que un avión los espere en el aeropuerto local, pero mientras están en camino, el autobús es levantado por una grúa aérea S-64 y transportado por toda la ciudad. Durante el vuelo, parte de los cables del helicóptero falla y el ángulo del autobús se inclina bruscamente verticalmente, lo que provoca que uno de los rehenes se caiga del autobús, detonando la bomba de ese rehén. Luego, el autobús se deposita en el techo de un rascacielos local, donde Gabriel desactiva las bombas e intenta escapar con sus hombres supervivientes en un helicóptero que lo espera. Stanley derriba con una granada propulsada por cohete desde el autobús.
Roberts lleva a Stanley a verificar un cadáver que encontraron, creyendo que Gabriel era un agente del Mossad. No hay registros de una agente de la DEA llamada Ginger Knowles y su cuerpo no ha sido encontrado. Stanley reconoce el cadáver como el que descubrió antes y personalmente se da cuenta de que todo el escenario fue un engaño; Ginger llevaba un chaleco antibalas y estuvo trabajando con Gabriel todo el tiempo, quien escapó por una ruta diferente. A pesar de que Stanley no le dijo a la policía que Gabriel y Ginger todavía están vivos, Roberts hace arreglos para que Stanley tenga la custodia total de Holly, de donde parten a otros lugares. En Montecarlo, Gabriel y Ginger retiran el dinero robado y luego observan cómo explota un yate en el mar. Sobre los créditos de la película, un informe de noticias revela la destrucción del yate, que transportaba a un conocido terrorista, como el tercer incidente de este tipo en otras tantas semanas.

## Reparto
- John Travolta como Gabriel Shear
- Hugh Jackman como Stanley Jobson
- Halle Berry como Ginger Knowles
- Don Cheadle como Agente J.T. Roberts
- Sam Shepard como Senador James Reisman
- Rudolf Martin como Axl Torvalds

## Doblaje
| Personaje            | Actor original | Actor de voz          |
| -------------------- | -------------- | --------------------- |
| Gabriel Shear        | John Travolta  | Sergio Gutiérrez Coto |
| Stanley Jobson       | Hugh Jackman   | Humberto Solórzano    |
| Ginger Knowles       | Halle Berry    | Dulce Guerrero        |
| Agente J.T. Roberts  | Don Cheadle    | Herman López          |
| Senador Jim Reisman  | Sam Shepard    | Alfonso Ramírez       |
| Marco                | Vinnie Jones   | Octavio Rojas         |
| Axel Torvalds        | Rudolf Martin  | José Arenas           |
| Asist. Dir. Bill Joy | Zach Grenier   | Jorge Ornelas         |
| Holly Jobson         | Camryn Grimes  | Alondra Hidalgo       |
| Melissa              | Drea de Matteo | Simone Brook          |
| Nick Torres          | Angelo Pagan   | Rolando de Castro     |

## Recepción crítica y comercial
Obtuvo por lo general críticas negativas, acumulando un 26% de comentarios positivos, según la página de Internet Rotten Tomatoes, llegando a la siguiente conclusión: "Operación Swordfish" es buena en las explosiones, pero escatima en el argumento y en la lógica de la película."
La película entró #1 en la taquilla estadounidense con $18 millones, finalmente recaudó sólo en los Estados Unidos casi $70 millones. Sumando las recaudaciones internacionales la cifra asciende a $147 millones. Su presupuesto fue de $102 millones.

## Premios y nominaciones

### Razzie Awards
| Categoría  | Persona       | Resultado |
| ---------- | ------------- | --------- |
| Peor actor | John Travolta | Nominado  |